# The Box – Du bist das Experiment
The Box – Du bist das Experiment (Originaltitel The Box) ist ein US-amerikanischer Science-Fiction-Thriller von 2009, basierend auf der Kurzgeschichte Button, Button von Richard Matheson aus dem Jahre 1970. Der Regisseur ist Richard Kelly, die Hauptrollen spielen Cameron Diaz, James Marsden und Frank Langella. Der Film wurde in Deutschland am 18. Februar 2010 auf DVD veröffentlicht.

## Handlung
Die Handlung spielt in den 1970er Jahren. Eines Morgens steht ein Paket vor dem Haus der Familie Lewis, in dem sich eine mysteriöse Holzkiste mit einem roten Knopf befindet. Am Nachmittag erhält Mutter Norma Besuch vom geheimnisvollen und entstellten Arlington Steward, der die Funktionsweise der Box erklärt. Der fremde Mann bietet Norma und Arthur eine Million Dollar in bar an, wenn sie in den nächsten 24 Stunden den Knopf drücken. Jedoch wird mit dem Betätigen des Knopfes irgendwo auf dem Planeten ein Mensch sterben, den Norma und Arthur nicht kennen. Die Familie befindet sich plötzlich in einer finanziellen Misere: Vater Arthur, der ein Mitarbeiter der NASA ist, wird die Aufnahme in das Astronauten-Programm überraschend verwehrt, während Mutter Norma erfährt, dass die Schule ihres Sohnes Walter die Vergünstigungen der Gebühren streichen will. Norma kann der Versuchung nicht widerstehen und drückt kurz vor Ablauf der Frist den Knopf. Arlington Steward erscheint erneut vor der Haustür und übergibt der Familie den Koffer mit der einen Million Dollar in bar. Er nimmt die Box wieder mit und erklärt, dass nach einer Neuprogrammierung einer anderen Familie ein weiteres unmoralisches Angebot unterbreitet wird.
Auf Grund einer zweideutigen Bemerkung des unheilvollen Fremden glauben Norma und Arthur, dass sie diejenigen sein werden, die als Nächste sterben. Es stellt sich heraus, dass Arlington Steward ein Ex-NASA-Mitarbeiter ist, der vor Jahren vom Blitz getroffen und eigentlich getötet wurde. Durch diesen Blitzeinschlag sind höhere Mächte in den Körper des Wissenschaftlers gefahren, der nun in deren Auftrag verschiedene Menschen vor eine unmoralische Wahl stellt. Durch dieses Verfahren wollen diese höheren Mächte herausfinden, ob die menschliche Zivilisation es wert ist, weiter am Leben zu bleiben. Sollten sich genügend Personen finden, die der Versuchung widerstehen, hat die Menschheit eine Zukunft.
Mitarbeiter von Arlington Steward entführen Normas und Arthurs Sohn Walter und machen ihn blind und taub. Daraufhin stattet Arlington der Familie Lewis einen weiteren Besuch ab und stellt das Ehepaar erneut vor eine Wahl. Entweder erschießt Arthur seine Frau Norma oder ihr gemeinsamer Sohn Walter wird auf ewig blind und taub bleiben. Da sie ihrem Sohn dieses Leid ersparen will, überredet Norma ihren Mann, sie zu erschießen. In dem Moment, als Arthur den Abzug der Waffe drückt, sieht man, wie ein anderes Ehepaar den Knopf der Holzkiste betätigt, woraufhin Walter von seinen Behinderungen befreit wird.
Arthur wird von der Polizei festgenommen, kurz darauf jedoch an schwarz gekleidete Männer übergeben, die ihm die Handschellen wieder abnehmen lassen. Er wird zu einer schwarzen Limousine geführt, wo ihm gesagt wird, dass für ihn und seinen Sohn alles Nötige getan werde. Walter beobachtet vom Fenster aus, wie die Limousine mit Arthur davonfährt. Die Schlussszene zeigt nochmals den auf einer Straße im Wohnviertel stehenden Arlington Steward mit der Box in den Händen.

## Filmmusik
- Light in Your Eyes (Stephan Sechi)
- Scarlet Begonias (The Grateful Dead)
- Bell Bottom Blues (Eric Clapton)
- Mustang Sally (Bonny Rice)
- Can’t You See (The Marshall Tucker Band)
- O Say Can You See (Pat Boone)
- Deck the Halls (Walter Murphy)
- The Call (Blair Bielawski)
- When Joanna Loved Me (Jack Segal und Robert Wells)[2]

## Kritiken
Bei Kritikern stieß der Film auf ein sehr geteiltes Echo. Bei dem Filmkritiken-Aggregator Rotten Tomatoes kommt The Box auf eine Wertung von 43 %, zusammengesetzt aus 67 positiven und 89 negativen Kritiken.
Der US-amerikanische Filmkritiker Roger Ebert bezeichnete den Film als „bewegend und faszinierend“ und gab dem Film drei von vier möglichen Sternen.
Peter Travers von der US-amerikanischen Ausgabe des Rolling Stone hingegen verriss The Box als einen Film „wie bestellt und nicht abgeholt. Beschädigte Ware“.

## Hintergrund
Richard Mathesons Kurzgeschichte diente schon der Folge Nur ein Knopfdruck (Button, Button) in Rod Serlings Sci-Fi- und Mystery-Serie The Twilight Zone als Vorlage. Die Episode hatte eine andere Schlusspointe und Matheson verwendete für das Drehbuch sein Pseudonym „Logan Swanson“. In der Verfilmung spielte auch Basil Hoffman mit, welcher in der Twilight-Zone-Folge den Fremden Mr. Steward gab.